# Tubaran
Tubaran est une localité de la province de Lanao du Sud, aux Philippines. En 2015, elle compte 14 749 habitants.